# 桐塑
桐塑（とうそ）は、粘土の一種である。
桐の粉末に正麩糊（しょうふのり）をまぜて作った粘土で、強度を出すために和紙が混ぜ込まれているものもある。
作った直後は柔らかいが、乾燥すると強度が出る。
土の粘土に比べ細部の再現性がよく、木のように表面を彫刻することが出来るため、木彫を量産したい場合に使用される。

## 関連リンク
- 桐塑人形 - 文化遺産オンラインHP